# HMS Nordkaparen (Nor)
HMS Nordkaparen (Nor), ubåt i svenska flottan, byggd vid Kockums Mekaniska Verkstad i Malmö och sjösatt i mars 1961. I samband med provturen fick fartyget sin devis, som lyder: Pisces natare oportet (Fisken simmar städse).
Nordkaparen var den 18 september 1980 ytterst nära att kollidera med en främmande ubåt mellan Utö och Huvudskär. Under hastighetsprov opererade Nordkaparen tillsammans med en av marinens helikoptrar för ubåtsjakt. Denna hade sin hydrofon nedsänkt i vattnet. Just som ubåten skulle påbörja testerna anropades Nordkaparen av helikoptern, som undrade om det var två ubåtar, som skulle utföra hastighetsprov. Ubåten svarade, att den var ensam och steg till ytan av säkerhetsskäl. Just som Nordkaparen bröt vattenytan passerade en ubåt under den svenska ubåtens köl med någon decimeters marginal. Incidenten följdes av en två veckor lång ubåtsjakt.
HMS Nordkaparen är sedan 1988 ett av museifartygen vid Göteborgs Maritima Centrum. Nordkaparen stängdes för radioaktiv sanering i 2022, men har senare öppnats.